# DFB-Pokal-Finale 2018

Taktische Aufstellung der Mannschaften

Das 75. DFB-Pokal-Finale der Männer 2018 war das Finale der DFB-Pokal-Saison 2017/18. Es fand am 19. Mai 2018 im Berliner Olympiastadion statt. Eintracht Frankfurt besiegte überraschend den favorisierten FC Bayern München mit 3:1 und gewann zum fünften Mal und erstmals seit 30 Jahren den DFB-Pokal.

## Der Weg ins Finale
| FC Bayern München   | FC Bayern München | FC Bayern München | FC Bayern München |               | Eintracht Frankfurt  | Eintracht Frankfurt | Eintracht Frankfurt | Eintracht Frankfurt |
| ------------------- | ----------------- | ----------------- | ----------------- | ------------- | -------------------- | ------------------- | ------------------- | ------------------- |
| Gegner              | Ergebnis          | Ergebnis          | Ergebnis          | Runde         | Gegner               | Ergebnis            | Ergebnis            | Ergebnis            |
| Chemnitzer FC       | 5:0 (A)           | 5:0 (A)           | 5:0 (A)           | 1. Runde      | TuS Erndtebrück      | 3:0 (A)             | 3:0 (A)             | 3:0 (A)             |
| RB Leipzig          | 6:5 n. E. (A)     | 6:5 n. E. (A)     | 6:5 n. E. (A)     | 2. Runde      | 1. FC Schweinfurt 05 | 4:0 (A)             | 4:0 (A)             | 4:0 (A)             |
| Borussia Dortmund   | 2:1 (H)           | 2:1 (H)           | 2:1 (H)           | Achtelfinale  | 1. FC Heidenheim     | 2:1 n. V. (A)       | 2:1 n. V. (A)       | 2:1 n. V. (A)       |
| SC Paderborn 07     | 6:0 (A)           | 6:0 (A)           | 6:0 (A)           | Viertelfinale | 1. FSV Mainz 05      | 3:0 (H)             | 3:0 (H)             | 3:0 (H)             |
| Bayer 04 Leverkusen | 6:2 (A)           | 6:2 (A)           | 6:2 (A)           | Halbfinale    | FC Schalke 04        | 1:0 (A)             | 1:0 (A)             | 1:0 (A)             |

## Hintergründe

### Teilnehmer
Im Finale traf der FC Bayern München, der erstmals seit seinem Pokalsieg 2016 wieder das Finale erreichte, auf Eintracht Frankfurt, die zum zweiten Mal hintereinander im Finale stand, nachdem sie im Vorjahr Borussia Dortmund unterlag. Der letzte Pokalsieg Frankfurts war 1988. Beide Finalisten trafen nach 2006 zum zweiten Mal im DFB-Pokal-Finale aufeinander.

### Stadion
Das Finale fand, wie seit 1985 traditionell üblich, zum insgesamt 39. Mal im Olympiastadion Berlin statt.

### Schiedsrichter
Die Schiedsrichter-Ansetzung wurde am 3. Mai 2018 bekannt gegeben. Felix Zwayer aus Berlin durfte das Pokalfinale in seiner Heimatstadt erstmals leiten. Er bezeichnete dies im Vorfeld als „etwas ganz Besonderes und Außergewöhnliches.“ Der Finaltag war Zwayers 37. Geburtstag. Seine Assistenten waren Thorsten Schiffner und Markus Häcker, Vierter Offizieller war Patrick Ittrich. Als Video-Assistent fungierte Bastian Dankert, der ebenso wie Zwayer als Video-Assistent für die Fußball-Weltmeisterschaft in Russland im darauffolgenden Monat nominiert wurde.

### Gäste
Neben Frank-Walter Steinmeier, der als Bundespräsident traditionell den Pokal übergibt, waren auch Vizekanzler und Bundesfinanzminister Olaf Scholz sowie Horst Seehofer, als Bundesminister für Inneres, Heimat und Bau für den Sport zuständiges Mitglied der Bundesregierung, anwesend.
Neben Bundestrainer Joachim Löw waren mit Lothar Matthäus und Philipp Lahm auch zwei DFB-Ehrenspielführer im Stadion.

### Pokalträger
Da die Show um das Spiel herum im vergangenen Jahr kritisiert wurde, verzichtete man wieder auf eine Halbzeitshow. Der Pokal wurde nicht wie in den vergangenen Jahren von ehemaligen Sportlerinnen, sondern von verdienten ehemaligen Spielern beider Vereine in den Innenraum getragen. Dies waren Paul Breitner für Bayern München und der Bundesliga-Rekordspieler Karl-Heinz Körbel für Eintracht Frankfurt, der den Pokal nach dem Spiel auch hoch aufs Podest brachte.

### Fernsehübertragung
Das Spiel wurde live im Ersten übertragen. Moderator war Alexander Bommes, Experte der ehemalige Nationalspieler Thomas Hitzlsperger. Als Kommentator war Tom Bartels im Einsatz.

## Spieldaten
| Paarung             | FC Bayern München – Eintracht Frankfurt |
| Ergebnis            | 1:3 (0:1) |
| Datum               | 19. Mai 2018 um 20:00 Uhr |
| Stadion             | Olympiastadion, Berlin |
| Zuschauer           | 76.322 (ausverkauft) |
| Schiedsrichter      | Felix Zwayer (Berlin) |
| Tore                | 0:1 Ante Rebić (11.) 1:1 Robert Lewandowski (53.) 1:2 Ante Rebić (82.) 1:3 Mijat Gaćinović (90.+6’) |
| FC Bayern München   | Sven Ulreich – Joshua Kimmich, Niklas Süle, Mats Hummels, David Alaba – Javi Martínez – James Rodríguez, Thiago (64. Corentin Tolisso) – Thomas Müller (70. Kingsley Coman), Franck Ribéry (87. Sandro Wagner) – Robert Lewandowski Cheftrainer: Jupp Heynckes                         |
| Eintracht Frankfurt | Lukáš Hrádecký – Danny da Costa, David Abraham , Carlos Salcedo, Jetro Willems – Makoto Hasebe – Omar Mascarell, Jonathan de Guzmán (74. Marco Russ) – Marius Wolf (60. Mijat Gaćinović), Ante Rebić (89. Sébastien Haller) – Kevin-Prince Boateng Cheftrainer: Niko Kovač ( Kroatien) |
| Gelbe Karten        | Robert Lewandowski (38.), Kingsley Coman (87.) – Carlos Salcedo (7.), Makoto Hasebe (45.), Jetro Willems (45.+2’), Ante Rebić (84.), Mijat Gaćinović (90.+6’) |

## Kontroversen
Schiedsrichter Felix Zwayer fällte im Spiel trotz einer Intervention des Video-Assistenten insbesondere zwei umstrittene Entscheidungen. Vor dem Führungstor durch Ante Rebić (82.) war der Ball an die Hand von Kevin-Prince Boateng gesprungen, wobei der Unparteiische aber unabsichtliches Handspiel erkannte und das Tor zählen ließ. Zudem entschied Zwayer in der Nachspielzeit bei einer unübersichtlichen Situation im Frankfurter Strafraum, als Kevin-Prince Boateng bei einem Klärungsversuch den Ball aus dem Strafraum schlagen wollte und dabei Javi Martínez von hinten am Fuß traf, nicht auf Foulelfmeter für den FC Bayern München. Statt der Möglichkeit zum 2:2-Ausgleich durch einen Elfmeter traf stattdessen Mijat Gaćinović nach der unmittelbar folgenden Ecke durch einen Konter ins leere Tor zum 3:1-Endstand.
Nachdem der DFB-Präsident den Spielern des FC Bayern München die Silbermedaillen umgehängt hatte, verließen diese inklusive Trainer Jupp Heynckes den Innenraum des Stadions, obwohl es üblich ist, dass der unterlegene Finalist dem Sieger bei dessen Siegerehrung Spalier steht und applaudiert. Einzig Manuel Neuer und Tom Starke blieben zu diesem Anlass. Das Verschwinden der übrigen Mannschaft wurde in der Öffentlichkeit als unsportlich und respektlos kritisiert. Heynckes bedauerte wenig später in einem Interview das Verhalten und gratulierte Frankfurt zum Sieg.
Für weiteres Aufsehen sorgte Sandro Wagner. Der Angreifer des FC Bayern warf seine Silbermedaille nur wenige Sekunden, nachdem sie ihm verliehen wurde, ins Publikum.